# Петровка (Тихвинский сельсовет)
Петро́вка — деревня в Добринском районе Липецкой области России. Входит в состав Тихвинского сельсовета.

## География
Расположена на обоих берегах реки Плавица. Через поселение проходит автомобильная дорога регионального значения Добринка — ст. Плавица — ст. Хворостянка.
Ближайшие населенные пункты:
- Тихвинка ~ 1,5 км
- Андреевка ~ 1,8 км
- Большая Плавица ~ 2,4 км.

## История
Возникла в 1770 — годы как деревня Лозовец. Название патрономическое от имени первого владельца.

В августе 1778 года было проведено межевание земель.
Петровское сельцо, что прежде была деревня Лазовец с присоединенными частями из дач деревни Плавицы, Тихвинское тож и отделенной части по полюбовному размежеванию из дач села Нижней Матрёнки и Альховки с деревнями владениями штабс-капитана Петра Ивановича Баранова.
В 1914 году проживало 137 человек.
В 1928 году в деревне насчитывалось 37 дворов.

## Население
| 2010 |
| ---- |
| 64   |